# Mieszkowice
Mieszkowice (niem. Bärwalde in der Neumark) – miasto w północno-zachodniej Polsce, w województwie zachodniopomorskim, w powiecie gryfińskim, siedziba gminy miejsko-wiejskiej Mieszkowice. Położone są nad rzeką Kurzycą i Jeziorem Mieszkowickim, na wysokości 50 m n.p.m., przy linii kolejowej Szczecin – Kostrzyn. Miasto stanowi lokalny ośrodek usługowy. Według danych z 31 grudnia 2008 r. Mieszkowice miały 3562 mieszkańców.
Mieszkowice uzyskały lokację miejską w 1295 roku, w latach 1300–1320 miasto otoczono murem obronnym. Wielokrotnie niszczone w ciągu wieków – w 1433 r. przez najazd Husytów, pożary w 1540 i 1558 r., zostało prawie całkowicie wyludnione podczas wojny trzydziestoletniej, zaś w wyniku II wojny światowej straciło ok. 30% zabudowy. Zachowany został średniowieczny układ urbanistyczny miasta, zwany typem równoległym, o siatce ulic przecinających się pod kątem prostym. Zabytki: gotycki kościół parafialny z XIII–XVI w., fragmenty murów miejskich z basztami z XIV w. Na rynku stoi pomnik Mieszka I.

## Położenie

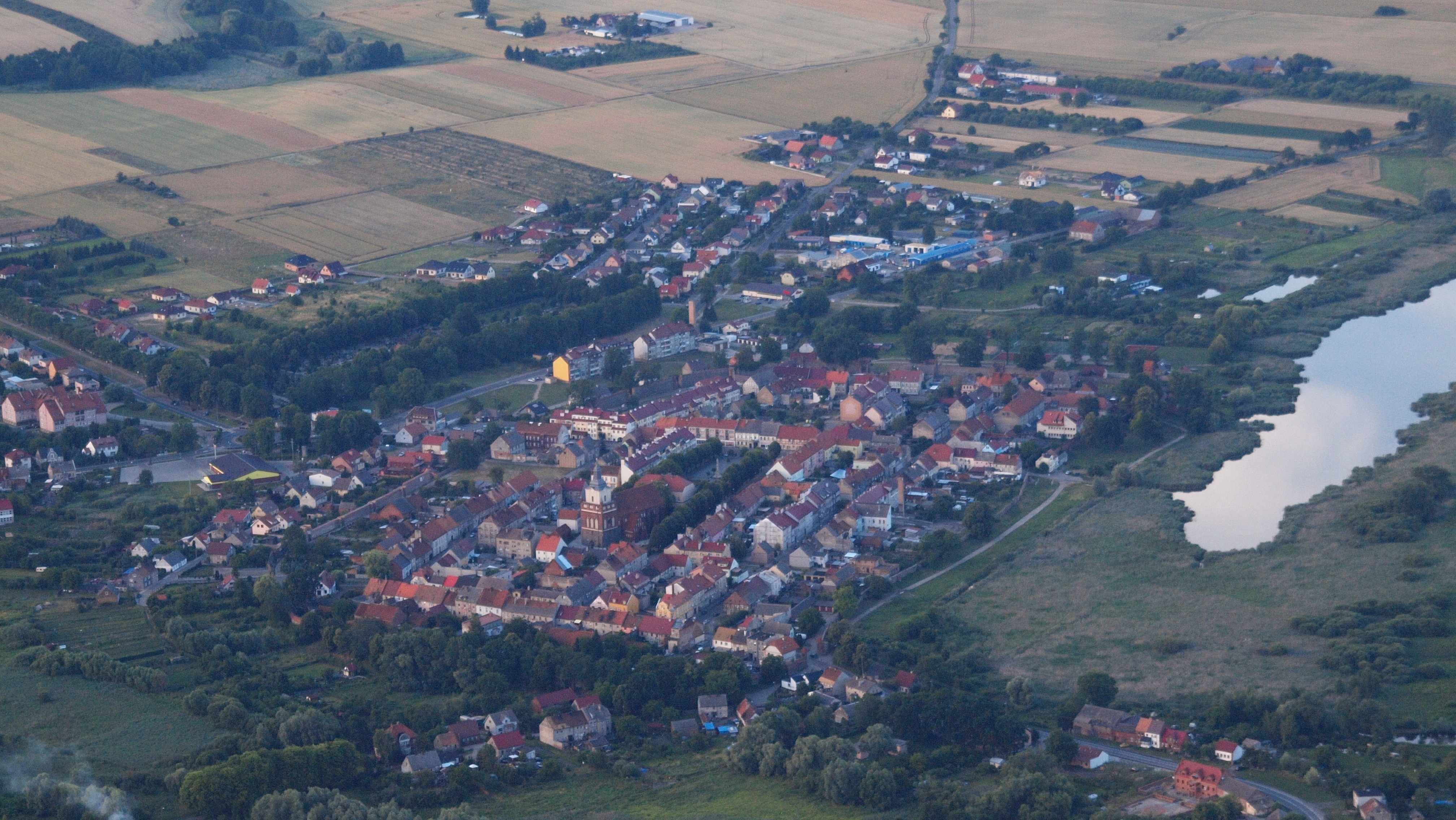
Zdjęcie lotnicze

Mieszkowice położone są w południowej części województwa zachodniopomorskiego. Zgodnie z podziałem fizycznogeograficznym Polski według Kondrackiego teren na którym położone są Mieszkowice należy do prowincji Niżu Środkowoeuropejskiego, podprowincji Pojezierza Południowobałtyckiego, makroregionu Pojezierze Południowopomorskie oraz w końcowej klasyfikacji do mezoregionu Równina Gorzowska.
Pod względem historycznym Mieszkowice leżą na Pomorzu Zachodnim, w ramach którego położone są w dawnej ziemi chojeńskiej. W XII–XIII wieku wchodząca w skład kasztelanii cedyńskiej ziemia kiniecka, w granicach której leżała osada, należała do diecezji lubuskiej, w związku z czym Mieszkowice stanowiły część ziemi lubuskiej. Obszar ten w XIII wieku był obiektem sporu jurysdykcyjnego z sąsiednią diecezją kamieńską. Ostatecznie na mocy wydanego w 1246 przez arcybiskupa inflanckiego wyroku ziemia kiniecka została włączona do diecezji kamieńskiej i od tego czasu związana była z Pomorzem. W XIII wieku Mieszkowice zostały włączone do Nowej Marchii.

## Środowisko naturalne
Tereny na zachód od miasta porastają Lasy Mieszkowickie, zalesione głównie sosną, w mniejszości występuje dąb, buk, świerk, sporadycznie brzoza. Wśród żyjących w nich zwierząt wyróżnia się jelenie, dziki, sarny, daniele, lisy, borsuki, piżmaki, jenoty. Z gatunków rzadkich spotkać można orła bielika, bociana czarnego, kanię rudą, bobra, wydrę, a nawet żółwia błotnego. Od 2 połowy 2008 r. notuje się tutaj obecność do kilku osobników wilków. W północno-wschodniej części kompleksu leśnego położony jest rezerwat Jeziora Siegniewskie. Na północny zachód od miasta znajduje się Cedyński Park Krajobrazowy.

## Toponimia
Nazwa Berenvalde pojawiła się po raz pierwszy w dokumencie z 30 sierpnia 1295 r. Jej genezy należy szukać w słowie „niedźwiedź”, którego wizerunek występował na pieczęci i w herbie miasta. Jedną z koncepcji jest odniesienie do rzekomego założyciela miasta z pomorskiego rodu von Behr, który miał niedźwiedzia w herbie. Kolejna koncepcja nawiązuje do margrabiego brandenburskiego Albrechta Niedźwiedzia (Albrecht der Bär), żyjącego w latach 1100-1170. Istnieje również wersja podająca jako źródłosłów „spalony las”, „karczowisko w lesie”. Współczesna nazwa Mieszkowice została utworzona na wzór polskich nazw miejscowych przez dodanie formantu -owice do podstawy słowotwórczej, wywiedzionej od nazwy osobowej – imienia Mieszek i nawiązuje również do niedźwiedzia, gdyż słowo „mieszek” właśnie go oznacza.
Nazwa na przestrzeni wieków: 1295r. – Berenvalde, 1298 r. – Berwalde, 1317 r. – Berenwolde, 1319 r. – Bernwald, 1325 r. – Bernwolde, 1338 r. – Bernwalde, 1348 r. – Bernwoldt, 1350 r. – Berenwaldt, 1371 r. – Berinwalde, 1625 r. – Bernwalde, do 1945 r. – Bärwalde, 1945–1947 – Barwice Odrzańskie, od 1947 r. – Mieszkowice.

## Historia
Osadnictwo w okolicach Mieszkowic rozpoczęło się w neolicie (3000–1700 p.n.e.), czego dowodem są odnalezione liczne topory kamienne, nie zlokalizowano jednak osad ani cmentarzysk z okresu kamienia. Z epoki brązu pochodzą ślady palenisk, dołów odpadowych i płaskich grobów całopalnych w dolinie Odry. Na początku XX w. w północnej części miasta, między Kurzycą a torami kolejowymi, znaleziono zestaw ozdób kobiecych z ok. 1500 r. p.n.e., później również odkryto groby o średnicy 1 metra z obramowaniami kamiennymi. W jednym z nich znajdowała się czaszka kobieca z ok. 1600–1400 r. p.n.e. oraz przedmioty krzemienne do połowu ryb. Rozkwit kultury materialnej na całym Pomorzu trwał do ok. 400 r. p.n.e. Z VIII–VII w. p.n.e. pochodzą zidentyfikowane dwie stałe osady, jedna między Kurzycą a torami kolejowymi, druga między murami a jeziorem. Pełniły one funkcje handlowe, a ich ludność trudniła się rolnictwem i hodowlą, rzadziej rybołówstwem i myślistwem.

### Średniowiecze
W okresie wczesnego średniowiecza ziemie w widłach Odry i dolnej Warty znajdowała się odrębna jednostka terytorialna typu plemiennego, prawdopodobnie powiązana z plemieniem Lubuszan. Na północy od osadnictwa grupy cedyńskiej oddzielały ją puszcze mosińska (merica Massen) i smolnicka (merica Smolnitz).
W pierwszej fazie podboju ziem nadodrzańskich w latach 960–972 Mieszko I opanował tereny obejmujące obręb późniejszej kasztelani cedyńskiej, ziemię kiniecką i kostrzyńską, lecz w 1005 r. (lub 1007 r.) Polska utraciła zwierzchność nad Pomorzem, w tym również nad terytorium w widłach Odry i dolnej Warty. W XI–XII wieku Mieszkowice były słowiańską osadą przy szlaku handlowym z Pomorza do ziemi lubuskiej. Do początku XIII w. obszar na północ od linii Noteci–dolnej Warty i zachód od Gwdy w dorzeczu Myśli, Drawy, środkowej Iny, stanowił część składową księstwa pomorskiego, kiedy to w niewyjaśnionych okolicznościach został przejęty przez księcia wielkopolskiego Władysława Laskonogiego, a następnie jego bratanka, Władysława Odonica. W połowie XIII w. ziemia mieszkowicka została zajęta przez margrabiów brandenburskich, którzy rozpoczęli wkrótce intensywną akcję kolonizacyjną, sprowadzając osadników niemieckich na tereny zamieszkane w większości przez ludność słowiańską.

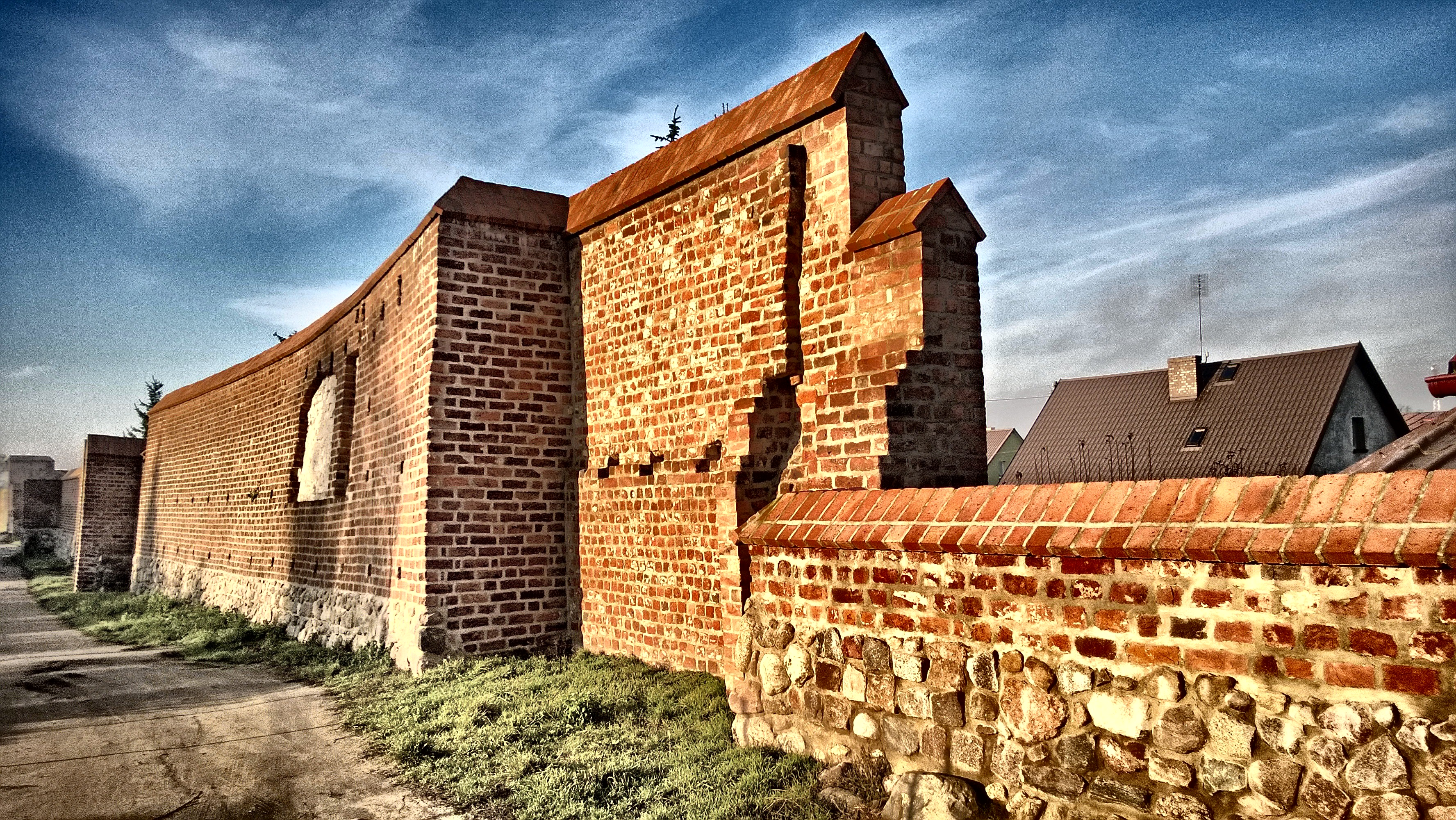
Mury obronne

Lokacja miasta nastąpiła prawdopodobnie na surowym korzeniu, choć istnieje również hipoteza, iż w obrębie miasta, w okolicy północno-wschodniego brzegu jeziora (niedaleko obecnej szkoły podstawowej) istniał zamek wczesnośredniowieczny. Lokatorem miał być margrabia Albrecht III, do którego ziemia mieszkowicka należała od 1284 r. Pierwsza wzmianka o mieście pochodzi właśnie z jego z dokumentu z 30 sierpnia 1295 r., dotyczącego nadania dóbr na rzecz klasztoru w Pełczycach. Określenie civitas pojawia się w 1298 r. w dokumencie nadania praw kolegiackich kościołowi w Myśliborzu. Miasto zostało wytyczone na planie zbliżonym do prostokąta o wymiarach 600 x 300 m, z dłuższą osią skierowaną z południowego zachodu na północny wschód. Do miasta prowadziły bramy Moryńska (Chojeńska, wzmianka z 1350 r.) i Boleszkowicka (Kostrzyńska, wzmianka z 1513 r.). Ulice przecinały się pod kątem prostym, na wzór klasycznego rzymskiego obozu. Pierwotne uposażenie było znaczne i obejmowało 124 łany gruntów. Przez Mieszkowice biegł ważny szlak handlowy z Frankfurtu nad Odrą przez Kostrzyn i Chojnę w kierunku Szczecina i na północny wschód; w mieście znajdowała się komora celna.
Pod koniec XIII w. wzniesiono granitowy kościół w miejsce drewnianej świątyni. W latach ok. 1300–1320 miasto obwarowano murami i wałem. W 1317 r. bogaci mieszkańcy zakupili od margrabiego Jana V moczary Gors (prawdopodobnie okolice rzeki Kurzycy), w tym też roku miasto nabyło dwa młyny wodne. Działała już wówczas rada miejska, jednak immunitet sądowy wykształcił się jedynie częściowo. Obecność sołtysa i przedstawiciela władcy przemawia za respektowaniem tu prawa strasburskiego. Jeszcze w połowie XIV w., wyższe uprawnienia w zakresie sądownictwa znajdowały się w ręku wójta, mimo że równocześnie istnieli już ławnicy. Po 1470 r. władza sądownicza przeszła na rzecz rodu szlacheckiego von Sydow.
14 sierpnia 1319 r. zmarł w Mieszkowicach na febrę margrabia Waldemar, który przybył tutaj na spotkanie z biskupem Henrykiem z Havelbergu w sprawie podpisania darowizny na rzecz kościoła w Havelbergu oraz klasztoru Chorin. Po wygaśnięciu dynastii Askańczyków wzmogły się zamieszki w Nowej Marchii, w wyniku czego 22 miasta, w tym Mieszkowice, zawiązały konfederację zaczepno-obronną 24 kwietnia 1320 r., trwającą do 1348 r., kiedy to całą Marchię Brandenburską ogarnęła wojna po wystąpieniu tzw. Fałszywego Waldemara. O randze miasta w tym okresie świadczy fakt, iż w 1323 r. było ono miejscem pertraktacji pomorsko-saksońskich w sprawie ustalania granic. Ziemie te przeszły wówczas pod władzę księcia pomorskiego, po 1328 r. powróciły rządy margrabiów brandenburskich z dynastii Wittelsbachów. Miasto podlegało bezpośrednio władcy, czego wyrazem było m.in. przyrzeczenie złożone 15 lipca 1348 r. margrabiemu Ludwikowi, że nie będzie ono zawierać żadnych związków przeciwko jego woli. Od 1353 r. przez pewien czas działała w mieście mennica nowomarchijska.

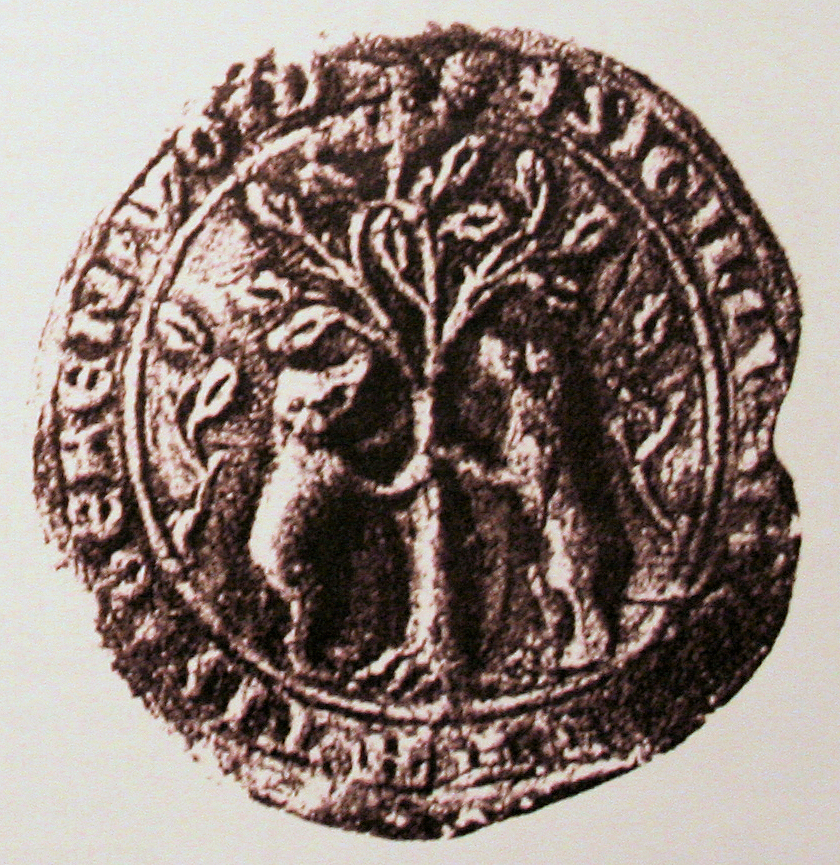
Pieczęć miasta Mieszkowice z roku 1364

Miasto podupadło po pożarze w 1348 r., ale podźwignęło się z kryzysu w ciągu kilku lat, głównie ze względu na 3-letni okres zaniechania pobierania podatku przez władcę, jak również w związku z przywilejem z 1350 r. zapewniającym wolność celną dla kupców przewożących towary Odrą i Wartą. Od 1373 we władaniu Korony Czeskiej. W 1402 zawarto porozumienie w sprawie sprzedaży obszaru Polsce, jednakże ostatecznie sprzedano je jeszcze w tym samym roku Krzyżakom. W okresie rządów krzyżackich (do 1454/55) miasto podupadło gospodarczo, do czego przyczynił się również najazd Husytów podczas wojny polsko-krzyżackiej w 1433 r. oraz pożar.

### Okres wczesnonowożytny
W 2 poł. XV w. sytuacja się poprawiła i ustabilizowała, rozwijał się handel dzięki wzrostowi znaczenia szlaku Kostrzyn-Chojna. Okres największej świetności przypada na koniec XV w. i początek XVI w. Kolejne lata przyniosły osłabienie pozycji w następstwie niekorzystnych zarządzeń administracyjnych (podporządkowanie miast władzy panującego Jana kostrzyńskiego, nakładanie na mieszczan świadczeń pieniężnych oraz w postaci robocizn przez rosnącą w siłę szlachtę rodową) i klęsk żywiołowych (pożary w latach 1540 i 1558).
Najdotkliwsza w skutkach okazała się wojna trzydziestoletnia (1618–1648). Miasto ponosiło olbrzymie obciążenia z powodu stacjonowania wojsk cesarskich od 1627 r., było niszczone i z czasem wyludniło się (w 1628 r. pozostało tylko 40 mieszkańców). 23 stycznia 1631 r. król szwedzki Gustaw Adolf podpisał tutaj układ z delegacją francuską. Kolejne najazdy wojsk cesarskich w 1633, 1635 i 1636 r. doprowadziły miasto do ruiny. Proces depopulacji został zahamowany dopiero po 1680 r., a poprawę stanu gospodarczego przynosiły rządy króla Fryderyka Wilhelma I (1713–1740). 
Powtórne zahamowanie życia gospodarczego przyniosła wojna siedmioletnia (1756–1763), po której nastąpił ponowny rozwój i industrializacja kraju, kontynuowane również w 1. poł. XIX w. W Mieszkowicach utrzymywała się w zasadzie równowaga między rolnictwem a rzemiosłem. W 1782 r. było tutaj 82 rolników uprawiających m.in. pszenicę i tytoń, ok. 1800 r. zaś 138 rzemieślników, z których poważną część stanowili piwowarzy. Z czasem miasto zaczęło ulegać szybkiej agraryzacji. Posiadłości ziemskie miasta w połowie XIX w. wynosiły 18 553 morgi, w tym 10 118 morgów gruntów uprawnych oraz 4842 morgów lasów. W 1807 przeszły tędy wojska napoleońskie, w skład których znajdował się oddział wojsk polskich.

### Okres późnonowożytny
W 1876 r. poza miastem wybudowano dworzec kolejowy, w związku z otworzeniem linii Szczecin – Kostrzyn. Miasto zaczęło wychodzić poza średniowieczne granice; w latach 1870 i 1872 rozebrano obie bramy w murach obronnych. Powstały nowe szkoły (szkoła miejska w 1873 r., prywatna szkoła dla dziewcząt w 1880 r., filia Wyższej Szkoły dla Córek w 1889 r.), zaczęto wydawać lokalną gazetę „Bärwalder Wichenblatt” (od 1872 r.). Negatywne zjawiska demograficzne zaczęty się ujawniać od ok. 1880 r. w związku z tzw. ucieczką ze wschodu (Ostflucht), spowodowaną niedorozwojem gospodarczym regionu. Wysiłki w celu ratowania sytuacji zaczęto czynić na początku XX w. Około 1900 r. wybudowano cegielnię i mleczarnię, w 1905 r. rozpoczęto prace kanalizacyjne, oddano również do użytku instalację gazową. W 1914 r. otwarto kolejną szkołę dla dziewcząt, „Luisenhoff”. 
Ożywienie gospodarcze nastąpiło po 1932 r., gdy władze niemieckie przeznaczyły poważne kwoty na pomoc dla podupadających prowincji wschodnich Rzeszy. Życie kulturalne miasta toczyło się w owym czasie w szkołach, kościołach, licznych hotelach (10) i restauracjach. Działały różnorodne stowarzyszenia (np. Towarzystwo Śpiewacze Euphonia), kluby i związki (np. Związek Strzelecki).

### II wojna światowa i okres powojenny
Od 1939 r. w mieście stacjonowały wojska niemieckie. W czasie II wojny światowej istniało tutaj „Arbeitsstelle Bärwalde”; wśród robotników przymusowych pracujących w gospodarstwach bauerów najwięcej było Polaków. Mieszkowice zostały zdobyte przez oddziały radzieckie 4 lutego 1945 r. W wyniku działań wojennych zniszczenia wyniosły około 30% zabudowy. 

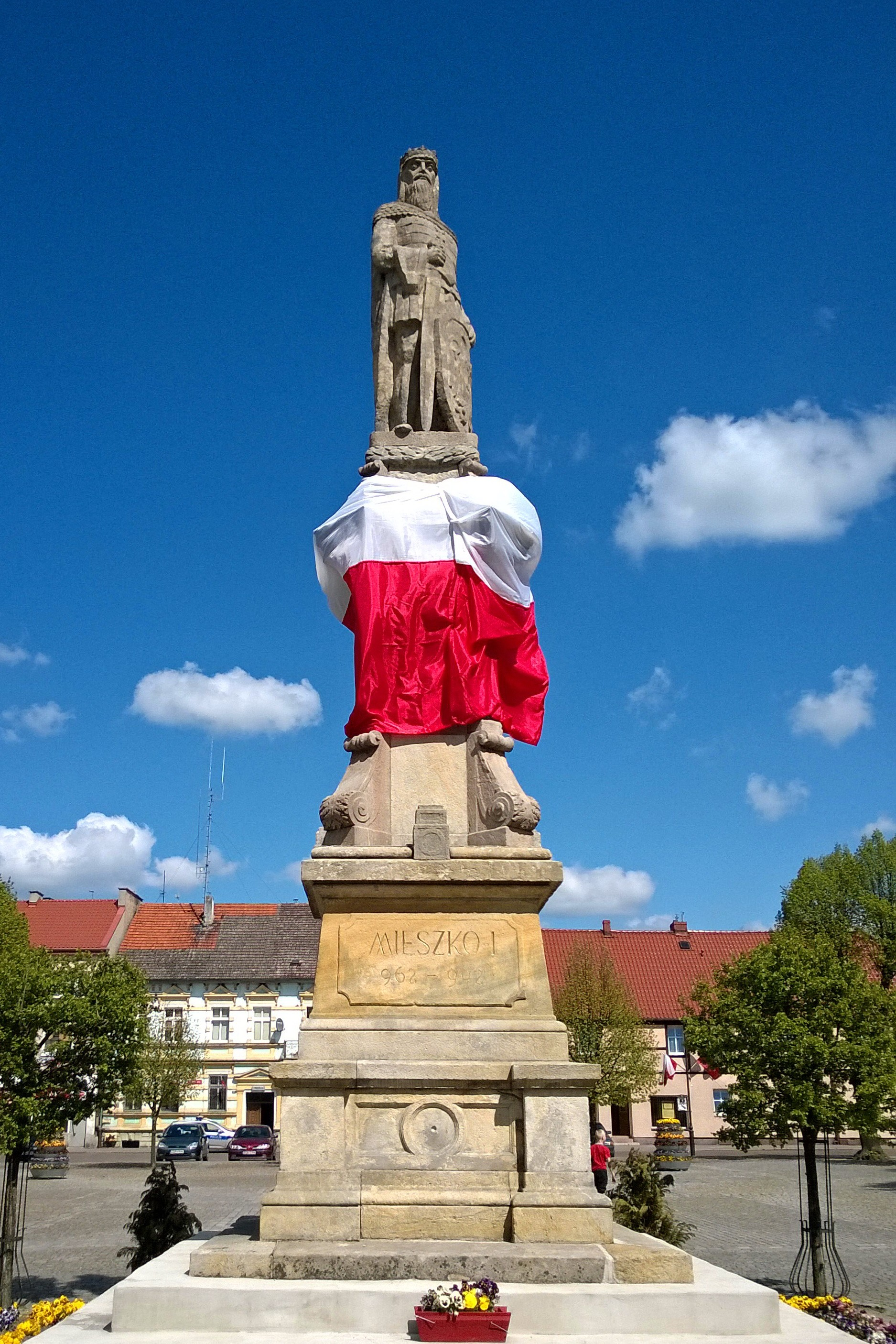
Pomnik Mieszka I na rynku

Od 30 kwietnia 1945 r. miasto było administrowane przez Polaków i nosiło nazwę Barwice Odrzańskie. Pierwszym burmistrzem został Bolesław Rycembel lub Tadeusz Mleczko (15 maja – 15 września 1945). W maju 1945 r. powstał Zarząd Gminy Mieszkowice, a 30.10.1946 powołano Miejską Radę Narodową z przewodniczącym Janem Zulaufem. Niemieccy mieszkańcy zostali zmuszeni do opuszczenia swoich domostw w lutym 1945 r., lecz od maja 1945 r. podejmowali oni próby powrotu. Równocześnie od wiosny 1945 r. rozpoczęła się akcja osadnicza, początkowo obejmująca żołnierzy, następnie przesiedleńców z centralnej Polski i od końca 1945 r. również przymusowych polskich wysiedleńców z terenów polskich włączonych do ZSRR (głównie z województw lwowskiego, tarnopolskiego i z Wileńszczyzny), którzy w sumie stanowili największą liczebnie grupę mieszkańców. Według ankiety osiedleńczej z 7 listopada 1945 r. teren miasta zamieszkiwało 1286 Polaków i 319 Niemców. Od lutego 1946 r. do 1947 r. trwała intensywna akcja przesiedlania Niemców z terenów Ziem Odzyskanych. Rozpoczęło się zagospodarowywanie nowych terenów, zaczęły powstawać pierwsze zakłady, sklepy i punkty usługowe – w grudniu 1946 r. pracowało ich łącznie 47. Równolegle organizowano oświatę (otwarcie szkoły podstawowej we wrześniu 1945 r.), kulturę i służbę zdrowia (od 1946 r. czynny był szpital miejski). Powojenną nazwę miasta Barwice Odrzańskie zmieniono w 1947 r. na Mieszkowice. W 1950 r. Zarząd Miejski i Miejska Rada Narodowa w Mieszkowicach zostały zlikwidowane w 1950 r. w wyniku reorganizacji organów władzy.
Powojenny rozwój miasta ukierunkowany był przede wszystkim na rolnictwo, w mniejszym stopniu zaś na przemysł i rzemiosło. Niedorozwój rolnictwa i jego otoczenia ekonomicznego oraz niedoinwestowanie w sferze gospodarki komunalnej, dziedzinach kulturalnej i socjalnej, doprowadziły miasto w latach 50. XX w. do stagnacji i zepchnęło do roli prowincjonalnego ośrodka. W latach 60. i 70. XX w. z przemysłu i rzemiosła utrzymywało się tylko ok. 17% ludności. Lata 80. XX w. przyniosły ożywienie w budownictwie (powstał m.in. budynek Miejsko-Gminnego Ośrodka Kultury, stadion sportowy, wiele budynków mieszkalnych, w większości spółdzielczych). 
W obliczu zmian ustrojowych po 1990 r. wiele zakładów pracy uległo likwidacji (np. skrzynkarnie, później Fabryka Miar Metrycznych, Rozlewnia Wód Gazowanych, POM, SKR, żłobek, przedszkole, Okręgowa Spółdzielnia Mleczarska), inne restrukturyzowano. W ich miejsce powstały nowe zakłady, przede wszystkim prywatne. Na przełomie XX/XXI w. w mieście poczyniono inwestycje proekologiczne, m.in. wybudowano stację uzdatniania wody (1996 r.), zbudowano sieć kanalizacyjną, kontynuowano budowę wodociągów, zakończona została gazyfikacja (1997 r.) oraz zmodernizowano oczyszczalnię ścieków (2003 r.).

## Architektura i układ urbanistyczny

### Układ urbanistyczny

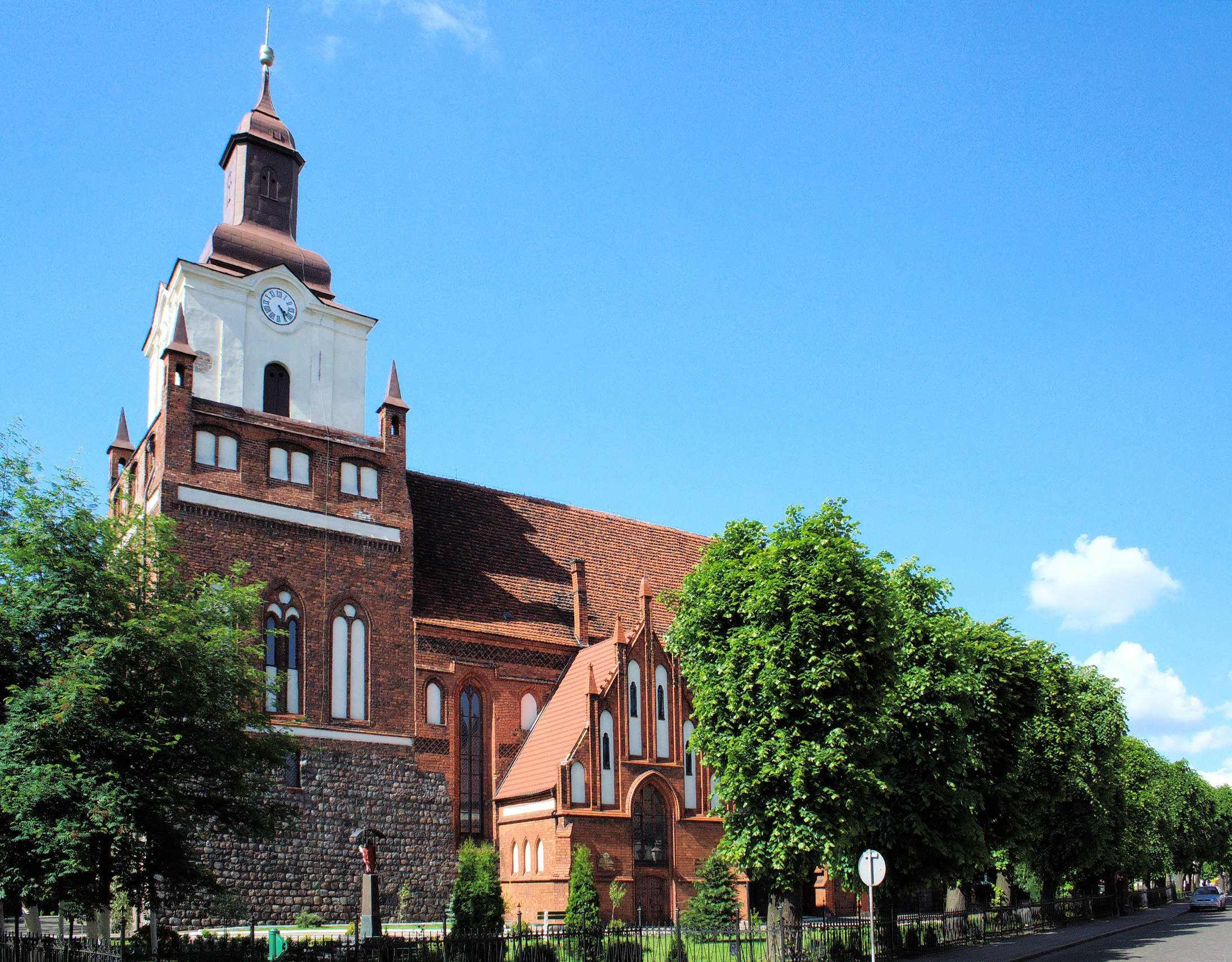
Kościół Przemienienia Pańskiego

W mieście zachował się średniowieczny układ urbanistyczny zwany typem równoległym, o siatce ulic przecinających się pod kątem prostym.

### Architektura
Obiekty wpisane do rejestru zabytków:
- Teren Starego Miasta z centralnie położonym rynkiem i ratuszem z pocz. XIX w. i pomnikiem Mieszka I dłuta Sławomira Lewińskiego, który odsłonięto w 1957 z okazji 1000-lecia założenia miasta[30]
- Kościół Przemienienia Pańskiego
- Obwarowania miejskie z XIII-XVI w., wieniec murów miejskich zachował się całości, mają wysokość 5-7 metrów. Bramy zostały rozebrane, przetrwała jedynie baszta Prochowa z XV w.[30]
- Poczta przy Pl. Wolności 3
- Domy przy ul. Jana Pawła 11 (poprzednio ul. Żymierskiego), 14, 21, 23, 36
- Dom, ul. 1 Maja 16
- Domy przy ul. Sienkiewicza 44, 52, 54
- młyn parowy, ob. magazyn zbożowy przy ul. Dworcowej 5 z 4 ćw. XIX (nr rej.: A/2074 z 28.05.2024[39])

Poza rejestrem znajduje się dwór z przełomu XIX–XX wieku z kolumnowym gankiem ozdobionym 14 ceramicznymi medalionami.

## Demografia
Wybrane wskaźniki demograficzne według stanu na 31 grudnia 2008 r.:
| Wskaźnik                                     | Jedn. miary | Liczba |
| -------------------------------------------- | ----------- | ------ |
| Ludność faktycznie zamieszkała               | osoba       | 3562   |
| Ludność na 1 km²                             | osoba       | 753    |
| W % ogółem ludność w wieku przedprodukcyjnym | %           | 22,6   |
| W % ogółem ludność w wieku produkcyjnym      | %           | 65,5   |
| W % ogółem ludność w wieku poprodukcyjnym    | %           | 11,8   |
| Kobiety na 100 mężczyzn                      | osoba       | 102    |
| Przyrost naturalny na 1000 ludności          | osoba       | 5,0    |

Wykres liczby ludności miasta Mieszkowice na przestrzeni wieków :

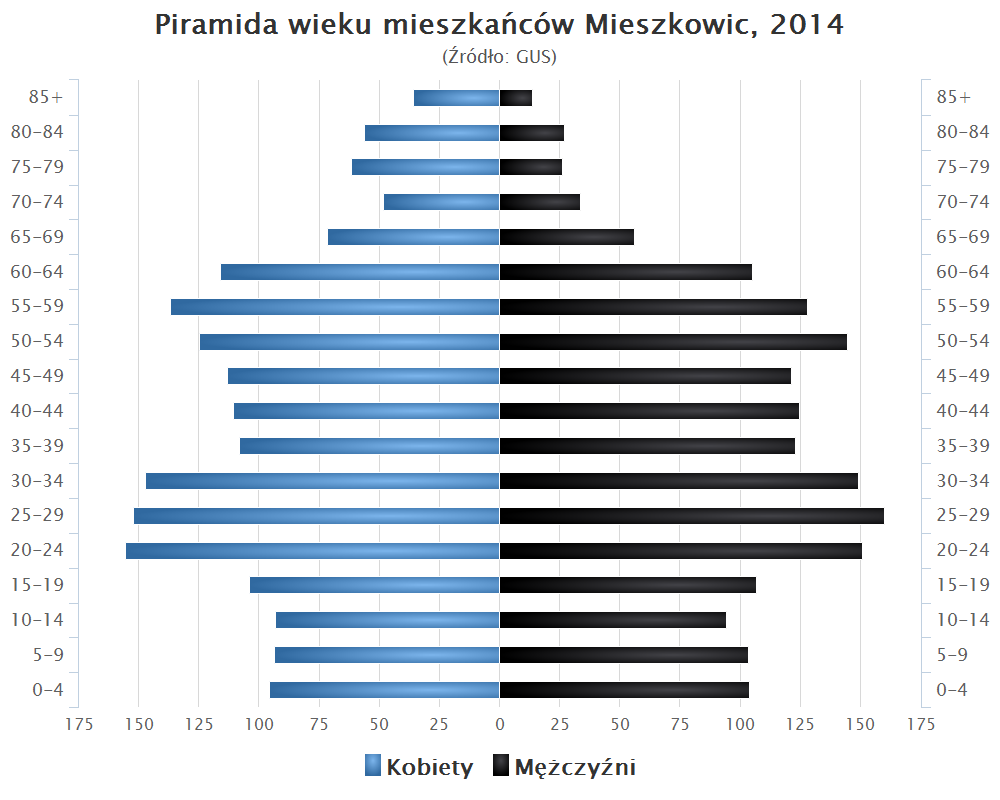
Piramida wieku mieszkańców Mieszkowic w 2014 roku

## Gospodarka

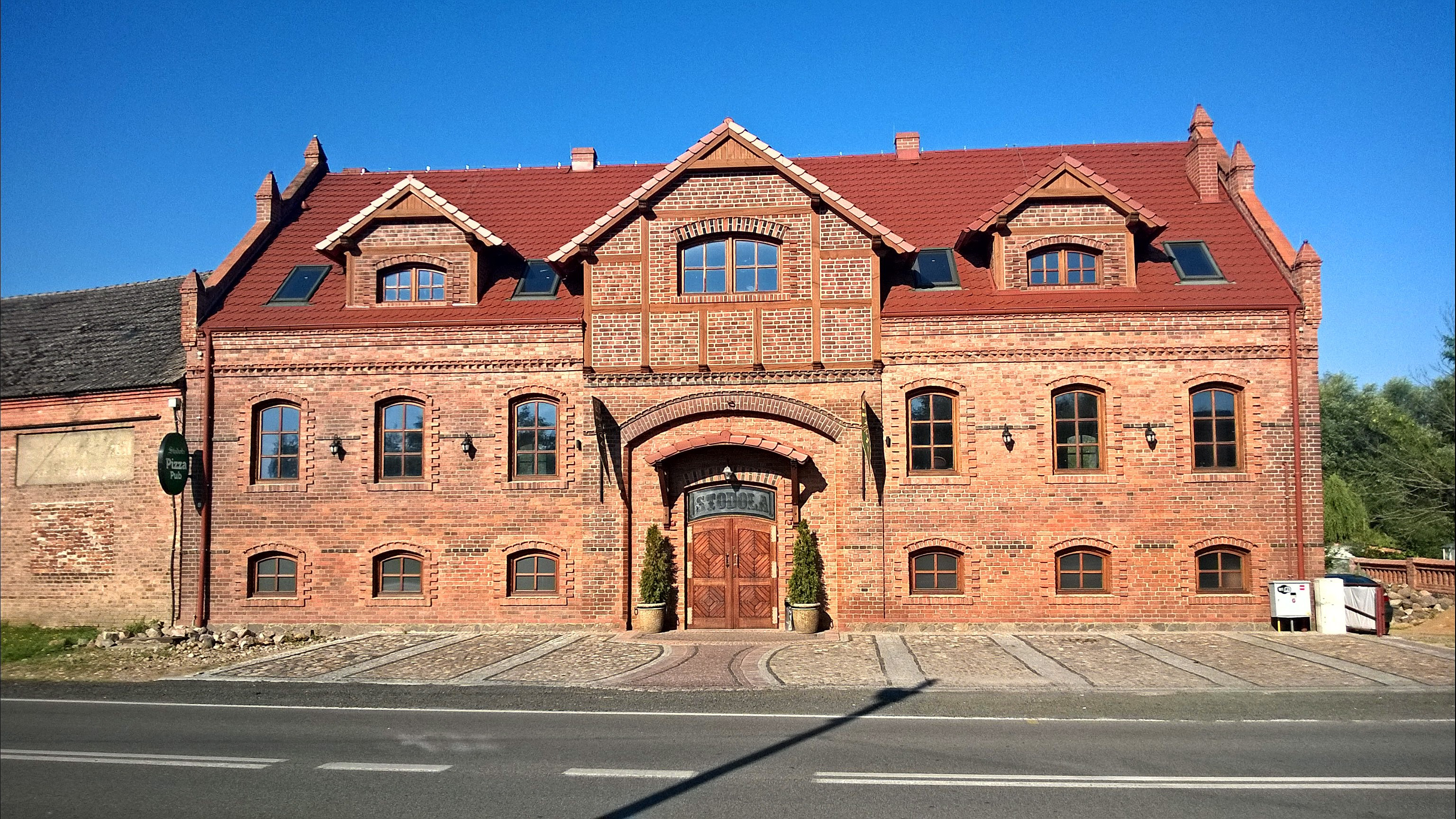
Stodoła Pizza-Pub

Mieszkowice są lokalnym ośrodkiem usługowo-handlowym dla pobliskich miejscowości. Według stanu na 31 grudnia 2008 r. w mieście było zarejestrowanych 330 podmiotów gospodarczych, z tego 20 w sektorze publicznym i 310 w sektorze prywatnym.
Działy gospodarki o największej liczbie zarejestrowanych podmiotów:
- handel hurtowy i detaliczny; naprawa pojazdów samochodowych, motocykli oraz artykułów użytku osobistego i domowego – 118
- obsługa nieruchomości, wynajem i usługi związane z prowadzeniem działalności gospodarczej – 37
- przetwórstwo przemysłowe – 33

## Infrastruktura

### Transport

#### Transport drogowy
Mieszkowice leżą na skrzyżowaniu szlaków transportowych: Szczecin – Kostrzyn nad Odrą i Dębno – Osinów Dolny.
Komunikacja PKS – główne kierunki:
- Dębno – Mieszkowice – Szczecin
- Mieszkowice – Cedynia – Chojna
- Mieszkowice – Dębno

#### Transport kolejowy

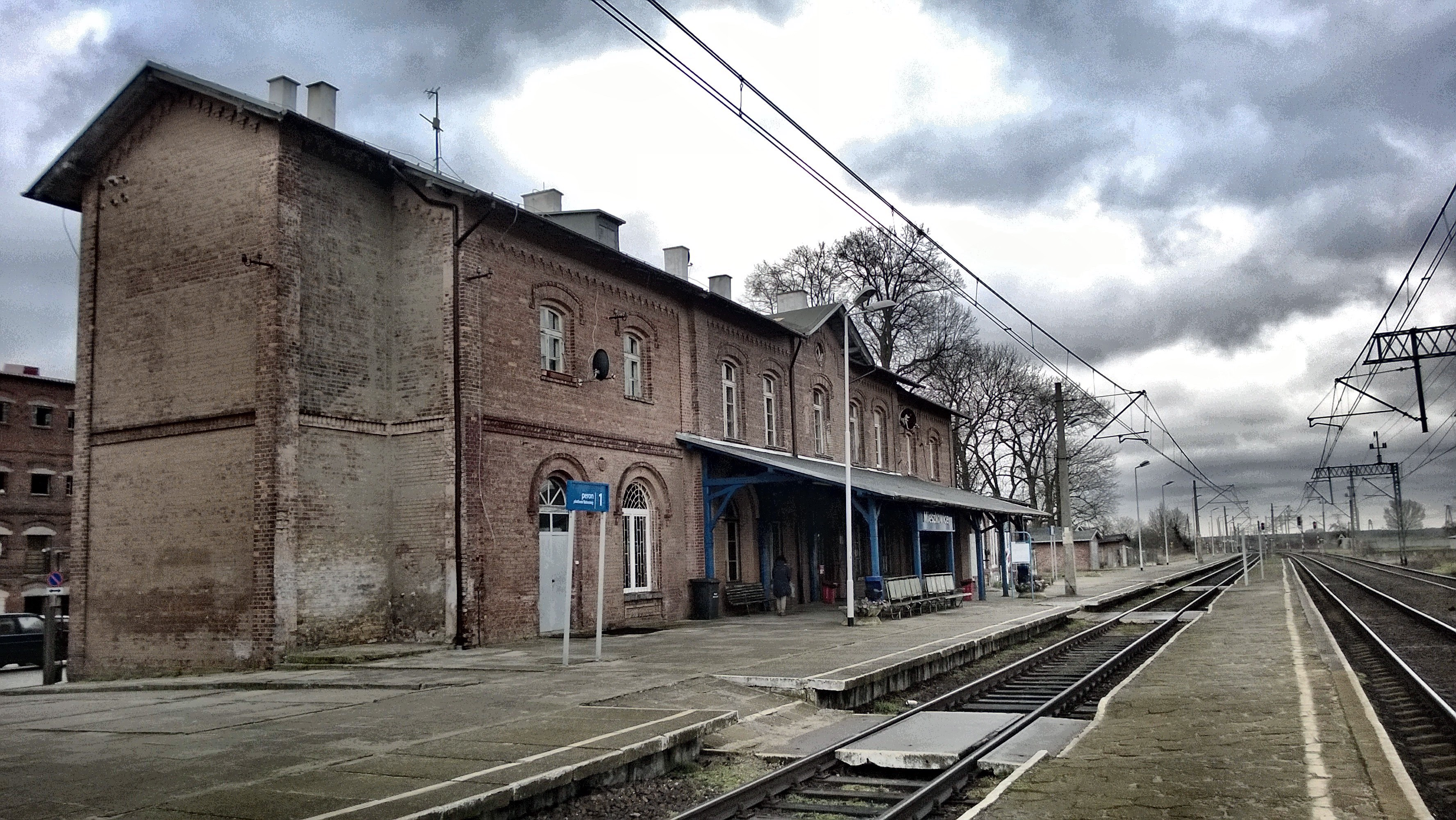
Stacja kolejowa Mieszkowice

Przez miasto przebiega magistralna pasażersko-towarowa linia kolejowa nr 273 relacji Szczecin – Mieszkowice – Wrocław. Jest to linia dwutorowa, zelektryfikowana (odcinek przez Mieszkowice w 1983 r.) łącząca region Śląska z Zespołem Elektrowni „Dolna Odra” S. A. i portem szczecińskim.

### Infrastruktura techniczna
Według stanu na 31 grudnia 2008 r. w Mieszkowicach znajduje się 1186 mieszkań; przeciętna powierzchnia użytkowa 1 mieszkania wynosi 66,3 m²; przeciętna powierzchnia użytkowa w m²na 1 osobę wynosi 22,1.
Z sieci gazowej korzysta 32,5% ogółu ludności miasta.
Wodociągi miejskie o długości 10,5 km obsługiwane są przez Zakład Usług Komunalnych w Mieszkowicach, doprowadzając wodę do 97,1% mieszkańców miasta.
Miasto jest skanalizowane w 86,4%.
W Mieszkowicach znajduje się zmodernizowana w 2003 r. oczyszczalnia typu mechaniczno – biologicznego, obsługująca miasto i okoliczne wsie. Jej maksymalna wydajność to 760 m³/d, średnia moc przerobowa 450 m³/d. Oczyszczalnia nie jest w pełni eksploatowana, posiada ona rezerwę przewidzianą pod stopniowe przyłączenie wszystkich miejscowości gminy. Oczyszczone ścieki odprowadzane są do rzeki Kurzycy.
Miasto korzysta od 1994 r. z wysypiska gminnego zlokalizowanego w obrębie Kurzycka, o powierzchni 4,54 ha i pojemności ok. 151 809 m³.

## Kultura
- Miejsko-Gminny Ośrodek Kultury

Ośrodek prowadzi stałe zajęcia plastyczne oraz taneczne i muzyczne; organizuje konferencje popularnonaukowe oraz konkursy i warsztaty artystyczne oraz imprezy okazjonalne jak majówki, Mieszkowickie Dni Kultury i Przyjaźni, Niedziela Palmowa, Biesiada Wigilijna, Spotkania Seniorów.
- Miejsko-Gminna Biblioteka Publiczna

Do podstawowych zadań statutowych placówki należą: gromadzenie, opracowywanie i udostępnianie zbiorów bibliotecznych; popularyzacja książki i czytelnictwa; prowadzenie działalności informatyczno-bibliograficznej. Biblioteka posiada oddziały dla dorosłych i dla dzieci oraz filie w Starych Łysogórkach, Troszynie oraz Zielinie.
- Towarzystwo Miłośników Ziemi Mieszkowickiej.

## Edukacja
- Przedszkole Samorządowe
- Szkoła Podstawowa im. Mieszka I

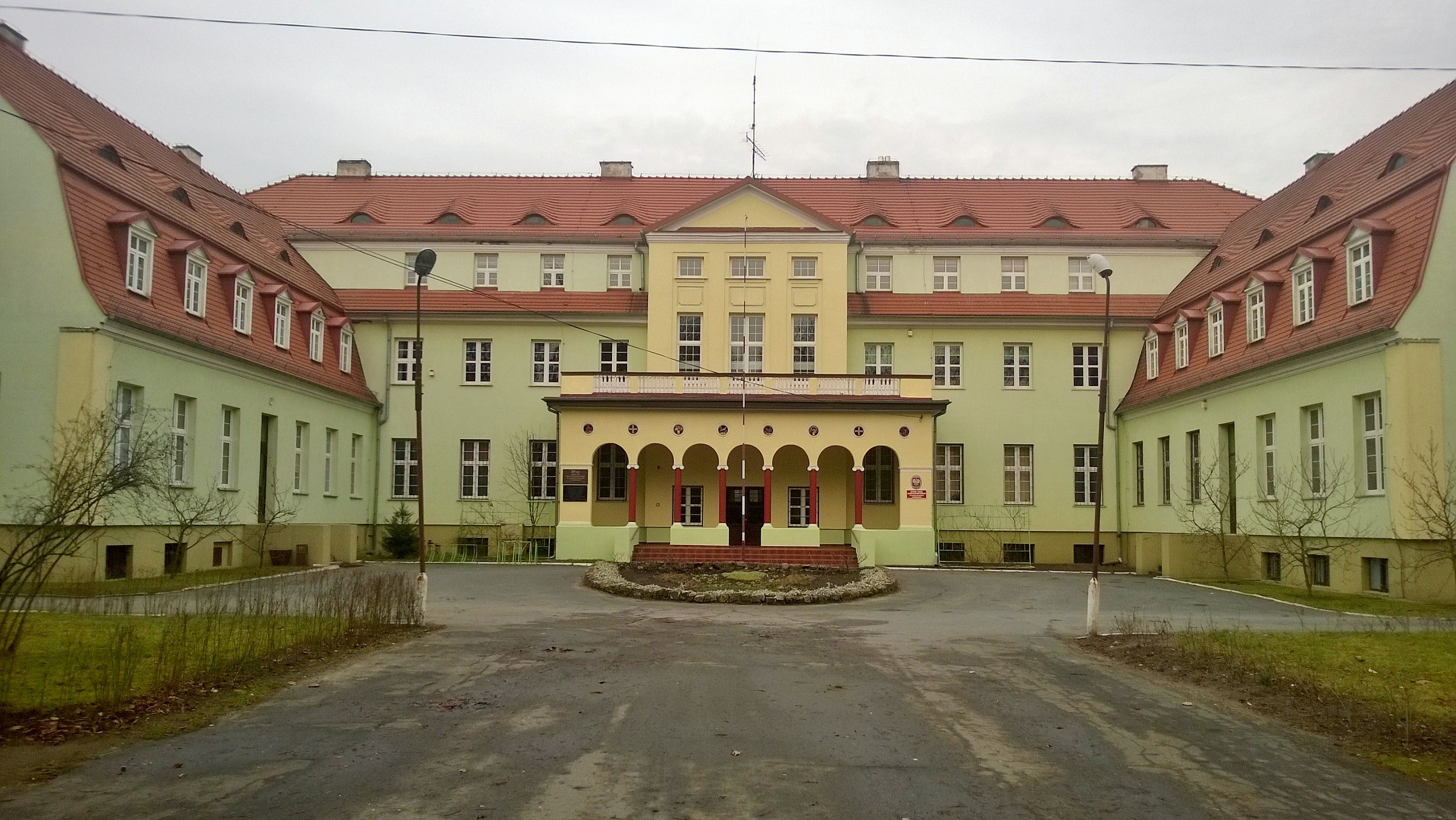
Zespół Szkół Centrum Kształcenia Rolniczego im. Osadników Wojskowych

- Zespół Szkół Centrum Kształcenia Rolniczego im. Osadników Wojskowych; tworzą je: Technikum, Zasadnicza Szkoła Zawodowa oraz Szkoła Policealna.

## Ochrona zdrowia
Na terenie miasta funkcjonują 3 prywatne zakłady opieki zdrowotnej, brak publicznych.

## Administracja

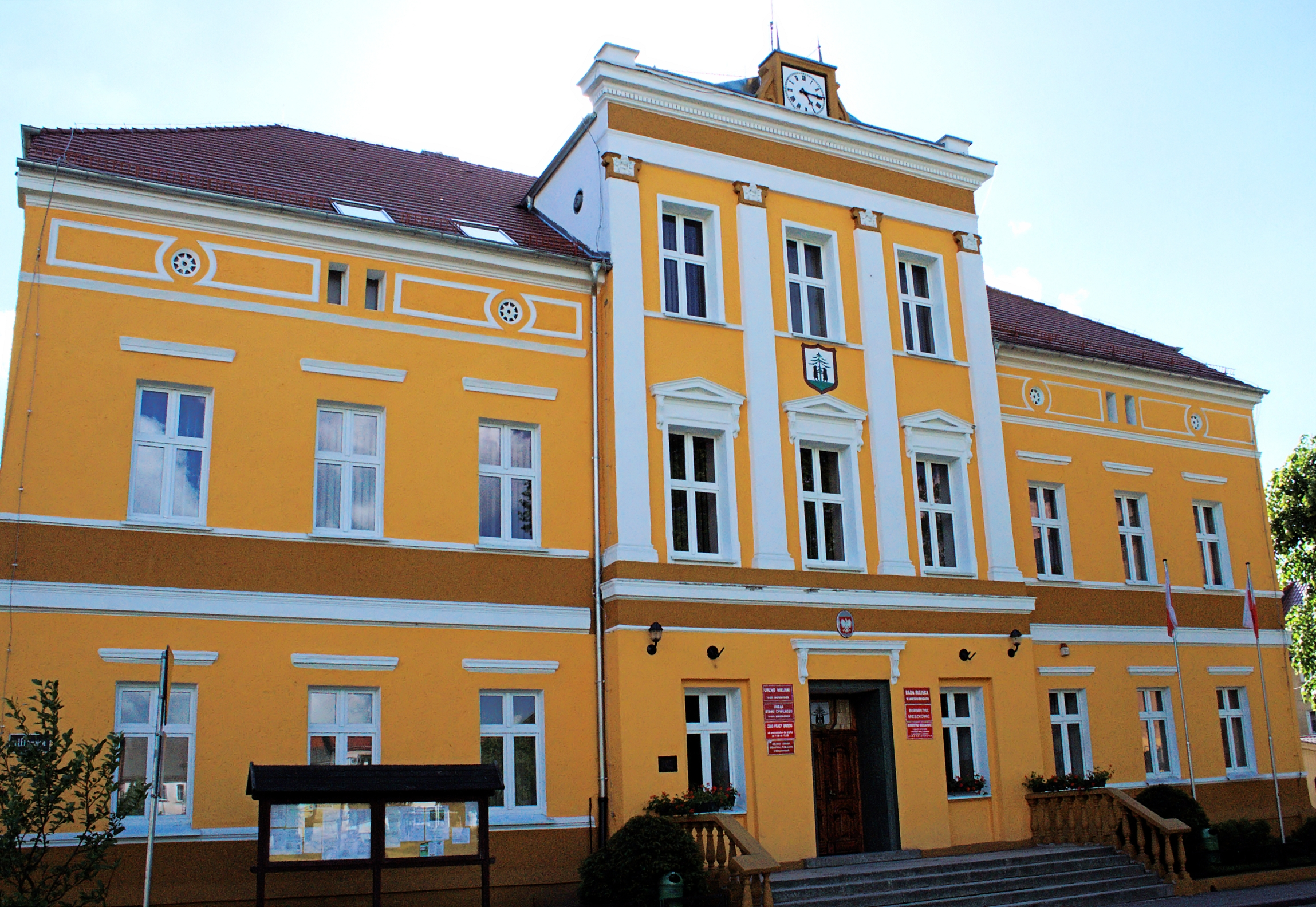
Ratusz znajdujący się przy rynku, obecny wygląd zawdzięcza przebudowie w 1805 r.

Miasto jest siedzibą gminy miejsko-wiejskiej. Mieszkańcy Mieszkowic wybierają do Rady Miejskiej 7 radnych, pozostałych 8 wybierają mieszkańcy terenów wiejskich gminy Mieszkowice. Organem wykonawczym jest burmistrz.
Burmistrzowie Mieszkowic (po 1990 r.):
- Piotr Szymkiewicz (2002–2011)
- Andrzej Salwa (2011-2024)[48]
- Krzysztof Tkacz (2024-)[49]

Mieszkańcy Mieszkowic wybierają posłów z okręgu wyborczego nr 41, senatorów z okręgu wyborczego nr 98 , posłów do Parlamentu Europejskiego z okręgu wyborczego nr 13.

## Atrakcje turystyczne

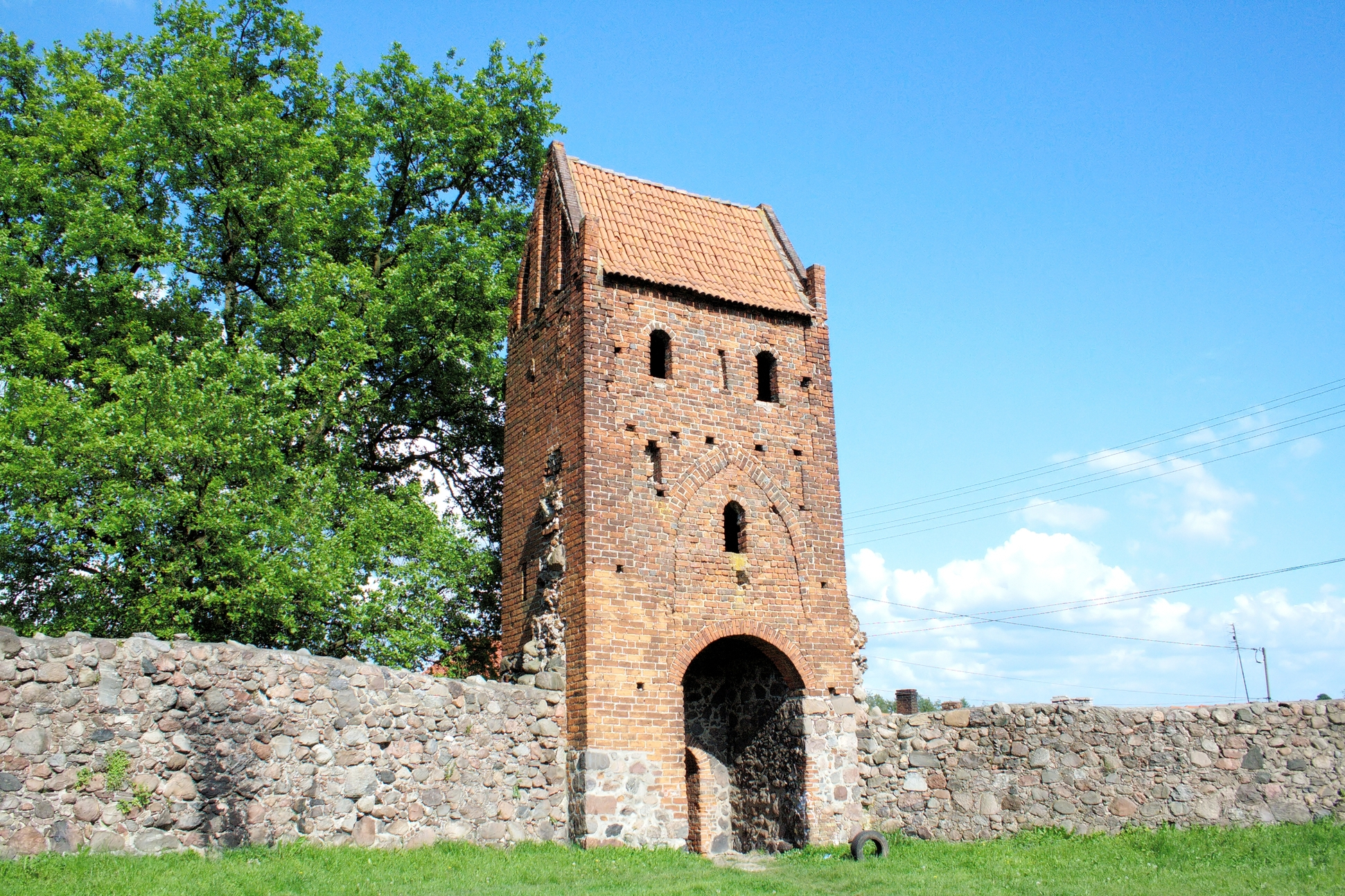
Mury obronne (XIII–XIV, XV w.) z Basztą Prochową z XV w.

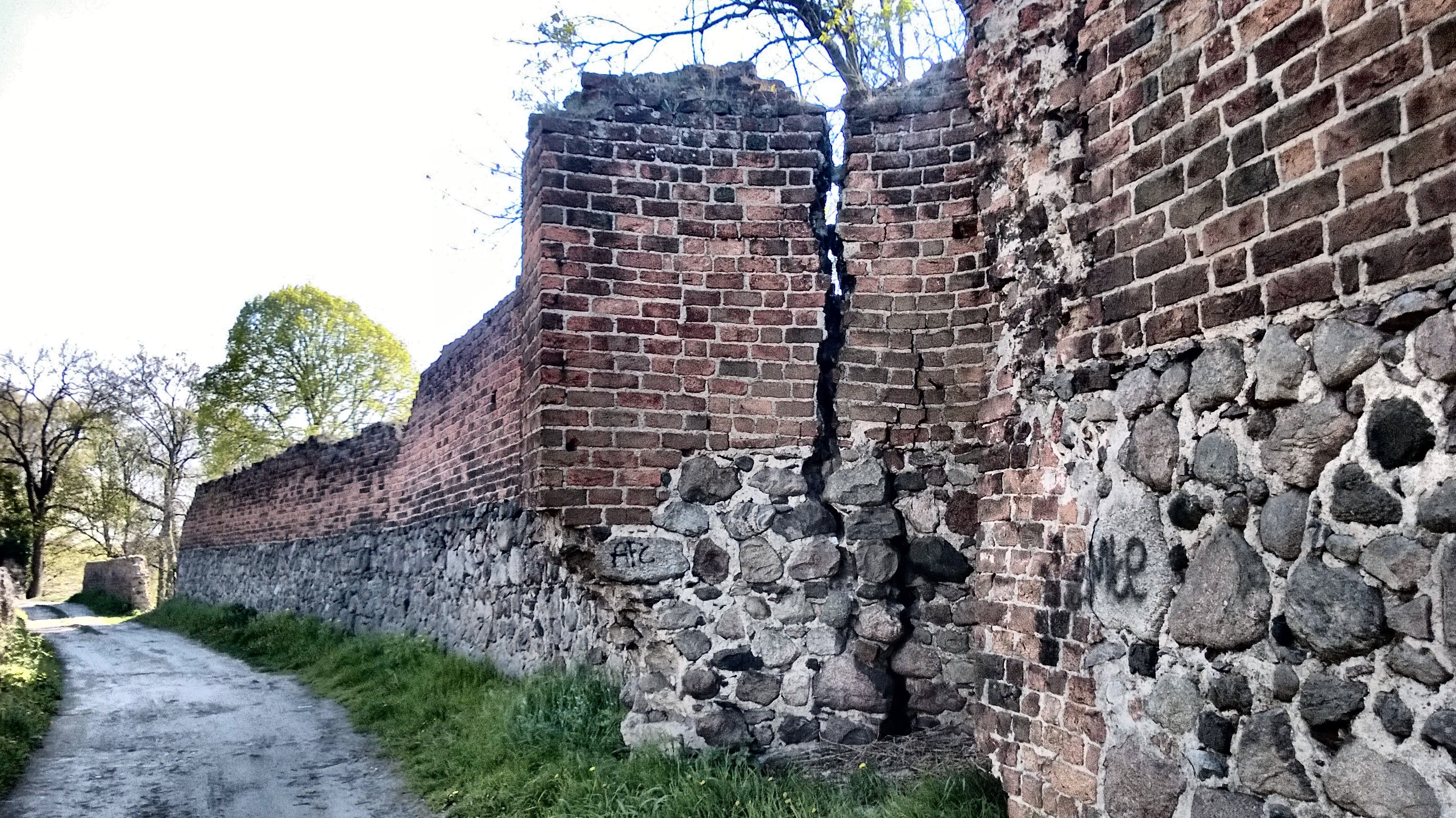
Mury obronne

- Zachowany średniowieczny układ urbanistyczny miasta zwany typem równoległym, o siatce ulic przecinających się pod kątem prostym.
- Mury obronne z XIII–XIV w. zbudowane z głazów narzutowych, w górnej części z cegły (w XV w.); obecna długość 1,5 km, średnia wysokość 5–7 m. Zachowało się 14 czatowni łupinowych i 12 prostokątnych (w tym Baszta Prochowa z XV w.). Przeważająca część murów i fortyfikacji jest zdewastowana. Wzdłuż murów prowadzi promenada.
- Wczesnogotycki kościół pw. Przemienienia Pańskiego – wzniesiony pod koniec XIII w. (pierwsza wzmianka z 1297 r.[50]) jako budowla salowa, z ciosów granitowych, bez chóru, z wieżą od strony zachodniej o szerokości nawy. Przebudowany został w 1. poł. XIV w. do postaci gotyckiej ceglanej budowli dwunawowej, z nawą północną niższą od nawy głównej i prosto zamkniętym, jednoprzęsłowym prezbiterium. Prawdopodobnie wówczas podniesiono również wieżę, ponownie także w XV/XVI[51]. Na wieży znajduje się tzw. dzwon herbowy z 1756 r. W XVIII w. powstałą zachowana do dziś barokowa forma zwieńczenia wieży. Częściowe zmiany zaszły w wyniku prac remontowo-konserwatorskich w latach 1849 oraz 1882-1909. Uwagę zwraca granitowy portal wejściowy. Wyposażenie wnętrza stanowią m.in. średniowieczna chrzcielnica (prawdopodobnie z XIV w.) z wapienia gotlandzkiego, obecnie znajdująca się po lewej stronie prezbiterium oraz dwie drewniane figurki ewangelistów z początku XVII w.
- Ratusz znajdujący się przy rynku obecny wygląd zawdzięcza przebudowie w 1805 r.
- Pomnik Mieszka I stojący na rynku, postawiony w 1957 r. na XVIII-wiecznym cokole z wielobarwnego piaskowca, dla uczczenia 1000-lecia miasta, według projektu Sławomira Lewańskiego
- Domy ryglowe z XVIII i XIX w.
- Przez miasto przechodzą szlaki turystyczne: niebieski Szlak Wzgórz Morenowych (Mieszkowice – Jeziora Siegniewskie – Jezioro But – Moryń – Dolsko – Mętno – Chojna – Rurka i dalej w kierunku Szczecina) oraz czerwony Szlak Nadodrzański (zaczynający się w Mieszkowicach i dalej przez Gozdowice, Stare Łysogórki, Siekierki).
- Szlak pamięci narodowej, biegnący wzdłuż brzegu rzeki Odry, od Czelina do Siekierek.

## Religia
- Kościół Boży w Chrystusie:
  - zbór w Mieszkowicach[52]
- Kościół rzymskokatolicki:
  - Parafia Przemienienia Pańskiego[53]

## Sport i rekreacja
- Ludowy Klub Sportowy „Mieszko”
- Stadion
- Zespół boisk sportowych przy dawnym gimnazjum
- Zespół boisk sportowych przy ul. Ogrodowej

## Miasta partnerskie
- Wriezen[54]